# ガンダルヴァ・ヴェーダ
ガンダルヴァ・ヴェーダ（サンスクリット: गन्धर्ववेद Gandharvaveda）はサーマ・ヴェーダのウパ（副）・ヴェーダ。または、ガンダルヴァの楽曲。「サ・リ・ガ・マ・パ・ダ・ニ（SA、RI、GA、MA、PA、DHA、NI）」の7音階からなるラーガを演奏する。
自然界のラーガを奏でることで、人と環境の調和をもたらす音楽療法でもある。
熟達した人が雨のラーガを演奏すると雨が降るといわれる。